# Coming out
Coming out è un'espressione inglese usata per indicare la decisione di dichiarare apertamente il proprio orientamento sessuale o la propria identità di genere.
Questa espressione deriva dalla frase inglese coming out of the closet ("uscire dal ripostiglio" o "uscire dall'armadio"), cioè "uscire allo scoperto". In italiano la traduzione letterale sarebbe "uscir fuori", ma questa forma non ha prevalso su quella inglese, a differenza di quanto accaduto con lo spagnolo salir del armario e il francese sortir du placard. Con questo significato, comunque, è utilizzato in italiano il verbo "dichiararsi" o l'espressione "uscire allo scoperto".
L'espressione abbreviata comunemente usata, coming out, ha un contenuto ironico, in quanto era - e in parte è ancora - l'espressione usata per indicare il "debutto in società" di una giovane adolescente, di solito al ballo delle debuttanti.
In Italia l'espressione coming out, che indica una decisione deliberata, è molto spesso confusa con outing, che indica invece l'esposizione dell'omosessualità di qualcuno da parte di terze persone senza il consenso della persona interessata. Tale errore concettuale è tuttavia talmente imperante da essere ormai difficilmente correggibile.
L'opposto di una persona che ha fatto coming out (definita "dichiarata") è indicata nel gergo gay col termine "velato" o "riservato".
In Italia i mass media hanno registrato per anni coming out più o meno tardivi di cantanti, presentatori o attori oltre alla posizione contraddittoria di artisti come il regista Franco Zeffirelli, l'attore Leo Gullotta o di couturier come Valentino, Roberto Capucci e Giorgio Armani, che non hanno mai negato il loro orientamento sessuale ma non hanno voluto fare un coming out vero e proprio. 

## Ilcoming outper chi lo vive
Il coming out, per chi lo vive, è un processo generalmente mai concluso e non è possibile riferirsi a esso come un avvenimento unico nella vita di un omosessuale, in quanto è un processo che si verifica diversamente in vari ambiti, con soggetti diversi e secondo diverse modalità. Nelle società eteronormative che vedono l'omosessualità come una condizione di diversità, ogni qual volta si entra in ambienti nuovi e si conoscono persone nuove si deve decidere se, come e quando esplicitare la propria condizione, infatti la maggior parte degli omosessuali sceglie con attenzione le persone con cui dichiararsi. Di questo processo si tendono a identificare due fasi; la prima, chiamata anche "coming out interiore", cioè la maturazione della consapevolezza e la seconda, quella più conosciuta, in cui l'individuo si dichiara alla società.

### Coming outinteriore
Il coming out interiore è la prima fase ed è il momento in cui un individuo si rende conto di far parte della comunità LGBT+, ne acquisisce consapevolezza e impara ad accettarlo come una parte integrante della propria personalità. Quando questo avviene è puramente soggettivo e varia a seconda dei casi, non ci sono delle tappe obbligatorie da seguire o un percorso predefinito: c'è chi si definisce omosessuale dopo il primo rapporto sessuale, altri dopo una relazione, altri dopo relazioni o rapporti eterosessuali. Questo primo momento è di solito caratterizzato da una forte carica emotiva ed è fonte di stress. Ciò è dovuto in parte al fatto che si tratta di un momento in cui l'individuo si mette, o rimette, in discussione, ma soprattutto perché la società tende alla eteronormatività, cioè a escludere, negando o vestendo di un'immagine negativa, tutti quei comportamenti che si allontanano dalla eterosessualità o cisessualità. Quanto più è forte all'interno di una società questa spinta a negare la legittimità di comportamenti che si allontanano da quelli considerati "canonici", tanto maggiore sarà lo stress vissuto dall'individuo, anche per la mancanza di esempi positivi da seguire per riuscire a integrare questi nuovi sentimenti e pulsioni all'interno della propria identità. Sono infatti vari i motivi per cui, in un periodo particolare come l'adolescenza in cui si impara a socializzare col mondo, giovani LGBT+ sono portati a nascondere il proprio orientamento sessuale, degli esempi possono essere il credo religioso o fattori culturali, in quanto è il significato sociale che vi è attribuito a creare disagio, vergogna, paura e rifiuto.

### Dichiarazione alla società
La seconda fase vede la dichiarazione con la società e la scelta di dichiararsi o meno e le varie modalità dipendono da diversi fattori. Alcuni di questi sono l'età e la generazione, il genere, il luogo di residenza, il titolo di studio e la religione. Infatti, per esempio, prima si è nati, più alto sarà il livello di eteronormatività che la persona possiede e che condiziona i suoi rapporti sociali. Allo stesso modo, se si è nati in una grande città si ha un controllo sociale più basso e si ha accesso a molti più servizi per la comunità LGBT+ rispetto a chi invece nasce in una piccola città. Per finire, considerando la religione, aver ricevuto un'educazione cattolica influisce negativamente sulle tempistiche e sulla stabilità dell'identità acquisita. Guardando infatti ai gruppi non credenti, la percentuale di omosessuali visibili è più alta all'interno di questi gruppi rispetto ai gruppi cattolici.
Questa fase, a meno di non essere famosi e di fare coming out attraverso i social media, è un processo graduale e mai concluso. Le ragioni del coming out possono essere varie, tra le quali anche politiche (vedi la sezione Storia del coming out) o pratiche, ambendo a vivere liberamente la vita di ogni giorno senza doversi nascondere; alcuni studi hanno provato che il grado di visibilità di una persona in un gran numero di situazioni sia fortemente correlato con una mancanza di stress e di nevrosi. Inoltre, la conclusione di questa fase porta generalmente a una crescita interiore, soprattutto in termini di sicurezza in sé stessi.

### Età delcoming out
Per quanto il coming out verso la società possa avvenire in un qualsiasi momento della vita dell'individuo, cioè quando lo stesso si sente pronto o ne sente la necessità, anche il coming out interiore può avvenire in diversi momenti. Non esiste "un'età del coming out": il coming out interiore può avvenire dalla preadolescenza, all'adolescenza o più raramente nell'età adulta o in ogni periodo della vita dell'individuo sulla base di caratteristiche proprie.
Durante l'adolescenza, l'individuo ha più mezzi psichici del bambino per affrontare la situazione, ma si trova anche in un periodo molto confuso della vita in cui si va incontro a grandi cambiamenti, sia fisici sia psicologici sia sociali. Una famiglia all'antica, poco propensa all'espressione libera dell'individuo, tenderà a bollare la cosa come "è solo una fase, passerà", lasciando all'adolescente l'impressione che i suoi sentimenti non siano e non vadano presi sul serio.
Nell'età adulta, le motivazioni del coming out hanno più spesso a che fare con il vissuto e i sistemi di valore dell'individuo. Quando il coming out annuncia anche una relazione affettiva tra compagni, la valorizza e richiede meno coraggio perché i partner si sostengono tra loro. A volte nel mondo dell'arte, come nel caso di Jean Cocteau o Giancarlo Menotti, il coming out tra compagni di età diverse è velato ufficialmente dai ruoli di pupillo e tutore, sul genere di quello che caratterizza l'alleanza tra Batman e Robin : solo gli intimi danno per scontata la natura erotica del rapporto, secondo la tradizione che caratterizzò l'omosessualità nell'antica Grecia dove i ruoli sociali erano permissivi ed elastici ma non richiedevano qualcosa di simile a ciò che oggi definiamo coming out. Secondo delle ricerche, per i più giovani l'età media del coming out si aggira attorno ai 18 anni per gli uomini e 20 per le donne.

### Ilcoming outcome processo
Due sociologi che hanno teorizzato il coming out come un processo sono Vivienne Cass e Richard R. Troiden.
La teoria di Cass del 1979 riguarda lo sviluppo dell'identità omosessuale. La sociologa ha teorizzato un modello basato su sei stadi, ognuno necessario per accedere al successivo, che può essere relativamente breve, o anche non arrivare mai a completamento.
I sei stadi che identifica sono:
1. Confusione identitaria: il soggetto s'interroga su ciò che prova, si chiede se è omosessuale, non conosce bene le proprie emozioni;
2. Comparazione identitaria: il soggetto si confronta con gli altri e inizia a percepire una certa distanza dalla società eterosessuale;
3. Tolleranza identitaria: il soggetto capisce che probabilmente è omosessuale e cerca dei contesti di appoggio;
4. Accettazione identitaria: il soggetto si accetta ed entra in contatto sempre maggiore con altri omosessuali, la subcultura diventa molto importante;
5. Orgoglio identitario: il soggetto si identifica come omosessuale e attribuisce valore alla propria identità di individuo omosessuale;
6. Sintesi identitaria: l'individuo vede l'omosessualità come uno dei tanti aspetti della sua identità, la differenza tra società omosessuale ed eterosessuale non è più marcata.

La teoria di Troiden, sempre del 1979, identifica invece la costruzione dell'identità omosessuale in quattro stadi, evidenziando come il soggetto ha reagito allo stigma sociale che l'omosessuale subisce, indirettamente o direttamente:
1. Sensazione: nel periodo della pubertà il soggetto percepisce sentimenti di diversità riguardo ai suoi pari;
2. Confusione di identità; corrisponde al periodo dell'adolescenza, quando i giovani identificano i loro comportamenti come riconducibili alla sfera omosessuale. Le reazioni spaziano dalla negazione, ad atteggiamenti disfunzionali di limitazioni di comportamenti riconducibili all'omosessualità, oppure anche adozione di strategie funzionali e adattive;
3. Assunzione dell'identità: riconducibile al periodo della tarda adolescenza, quando vengono adottati comportamenti disfunzionali evitando attività omosessuali, oppure adottando comportamenti funzionali, partecipando per esempio in modo attivo alla comunità;
4. Partecipazione: quando l'individuo si sente a suo agio con la sua identità e l'omosessualità non è più uno stigma sociale. Questa accettazione porta poi al coming out.

## Storia delcoming out

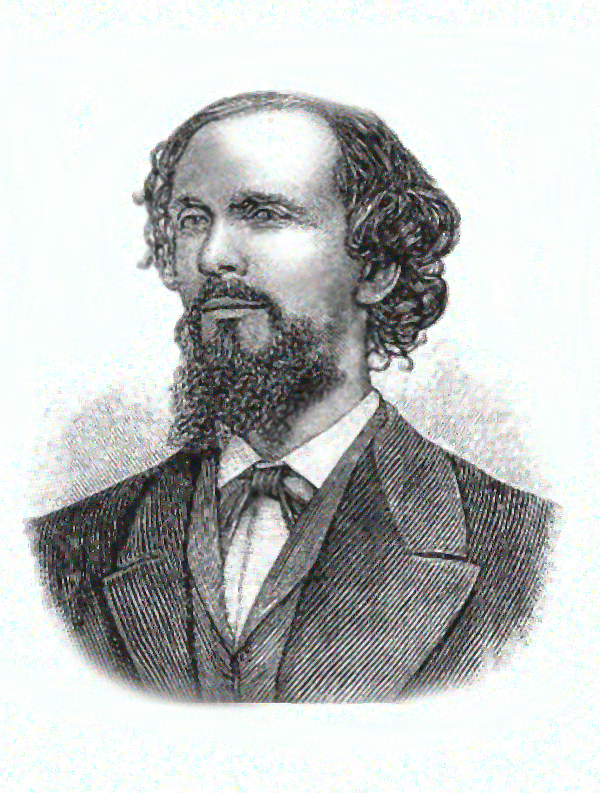
Karl Heinrich Ulrichs, che introdusse l'idea che uscire allo scoperto fosse uno strumento di emancipazione

Il coming out come strumento di emancipazione fu usato nel 1869 dall'omosessuale tedesco Karl Heinrich Ulrichs, ex funzionario tedesco del Regno di Hannover, pioniere del movimento per i diritti di gay, lesbiche e transgender. Dato che egli vedeva nel coming out un mezzo di emancipazione e nell'invisibilità un ostacolo al cambiamento l'opinione pubblica, esortava altri omosessuali a "uscire allo scoperto". La sua campagna segnò la nascita dell'identità politica degli omosessuali, che si sviluppò nelle lotte contro il paragrafo 175 del codice penale tedesco.
Il successore ideale di Ulrichs nella battaglia contro la discriminazione legale fu Magnus Hirschfeld, medico sessuologo che creò, dopo la prima guerra mondiale, l'Istituto per la ricerca sessuale. L'istituto portò alla nascita di varie iniziative sociali e politiche contro la criminalizzazione dell'omosessualità e aiutò Berlino a diventare la capitale di riferimento per le persone omosessuali, con la nascita di vari locali, riviste e associazioni.
Altro pioniere fu il poeta Robert Duncan. Nel 1944, usando il suo nome nella rivista anarchica Politics, affermò che gli omosessuali erano una minoranza oppressa.
Nel 1951 Donald Webster Cory pubblicò The Homosexual in America, una pietra miliare, nel quale dichiarava: «La società mi ha dato una maschera da indossare [...] Dovunque vada, in qualsiasi momento e davanti a qualsiasi sezione della società, io fingo». Cory era uno pseudonimo, ma la sua descrizione franca e soggettiva servì come stimolo a una emergente autocoscienza omosessuale e a un nascente movimento omofilo. (Gross, p. 15)
Negli anni sessanta, Frank Kameny fu licenziato dalla sua posizione di astronomo nell'esercito, all'interno del servizio topografico, per comportamento omosessuale. Egli rifiutò di far passare il fatto sotto silenzio e combatté apertamente contro il suo licenziamento arrivando ad appellarsi alla Corte Suprema degli Stati Uniti. Kameny, uno dei leader del nascente movimento statunitense per i diritti omosessuali, sosteneva un piano d'azione aggressivo. La pietra angolare della sua convinzione era:
(Frank Kameny)
. 
 
Autostima che può essere raggiunta solo attraverso campagne condotte dagli stessi omosessuali. Il suo motto era: Gay is good (gay è buono, positivo).
In Italia famoso fu il caso di Giò Stajano, di Sannicola, provincia di Lecce, nipote del gerarca fascista Achille Starace. Nel 1983 decise di intraprendere il percorso di transizione di genere, prendendo il nome di "Maria Gioacchina Stajano Starace Briganti di Panico", abbreviato in "Giò Stajano". A tratti i manierismi esibizionistici del personaggio si sovrapposero alla finalità libertaria del classico coming out.
Il 4 febbraio 2021, in Germania, 185 attori e attrici fecero un coming out di massa attraverso il quotidiano Süddeutsche Zeitung, sostenendo un manifesto, chiamato #ActOut, d'inclusione delle persone LGBT+ nel mondo dello spettacolo teatrale, televisivo e cinematografico nel quale si sentivano costretti. È la prima volta che così tante persone famose decidono di fare coming out. Tra gli attori tedeschi coinvolti vediamo, per esempio, Karin Hanczewski, Mark Waschke e Ulrike Folkerts.

## Utilizzo nella comunità LGBT
Alcune persone che si identificano come lesbiche, gay, bisessuali, o queer si sono impegnate in rapporti eterosessuali o hanno avuto relazioni eterosessuali di lunga durata, fino al matrimonio (esempi famosi includono Elton John o il defunto Leslie Cheung). Questo comportamento apparentemente "eterosessuale" attuato da persone che si identificano come "gay" o "lesbiche" ha concorso a creare una finzione tesa all'accettazione dell'ambiente eterosessuale (tenendo conto che queste situazioni vanno distinte da quelle delle persone bisessuali in relazioni di lunga durata con persone del genere opposto).
Altre persone "velate" non hanno contatti eterosessuali e semplicemente desiderano proteggersi dalla discriminazione e dal rifiuto non rivelando il proprio orientamento sessuale. Questa pratica sembra in diminuzione di pari passo con l'accettazione sociale dell'omosessualità.

### Uso nelle comunità transgender e transessuali
Mentre la maggior parte delle persone si riconosce nel sesso assegnato alla nascita, molte persone transgender o transessuali decidono, a un certo punto della loro vita, di vivere secondo il genere con cui si identificano maggiormente, e pertanto scelgono di annunciare la propria identità di genere. Dopo una eventuale transizione, molte persone transessuali decidono, per quanto sia loro possibile, di nascondere il proprio genere di nascita.

## Outing
L'atto di rivelare l'orientamento sessuale di una persona non visibile, contro la sua volontà, è chiamato outing. A volte viene utilizzato come arma politica, o per sottolineare la differenza tra lo stile di vita personale e pubblica.
Rivelare l'orientamento sessuale può trovare seguito penale. Ad esempio, nel 1957 Liberace denunciò il Daily Mirror per aver insinuato che fosse gay.
L'outing, da parte della comunità gay, è giustificato solo quando la persona in questione è una figura pubblica coinvolta attivamente nell'opprimere o nel negare i diritti proprio del gruppo di persone a cui loro stessi appartengono. Durante l'Affare Eulenburg, Brand, il fondatore del primo periodico omosessuale, Der Eigene, stampò un pamphlet che descriveva come il cancelliere imperiale era stato ricattato per la sua sessualità e aveva baciato Scheefer durante incontri esclusivamente maschili ospitati da Eulenburg, e perciò, essendo gay, era moralmente tenuto a opporsi pubblicamente al Paragrafo 175, che ufficializzava la persecuzione degli omosessuali.

## Ilcoming oute la famiglia
Le ricerche accademiche sul tema del coming out riguardano vari campi, sia all'interno dell'ambiente familiare sia all'esterno. 

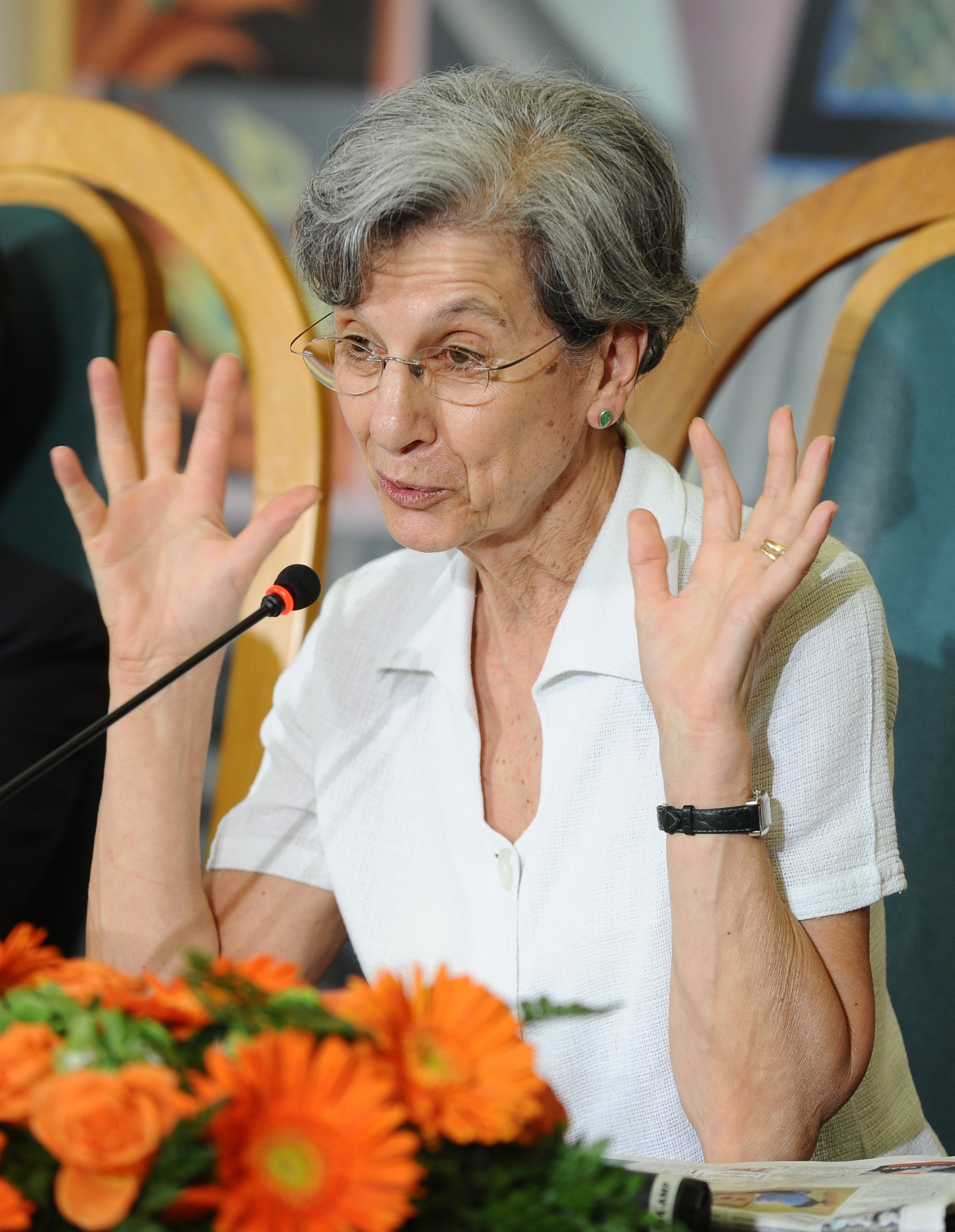
Chiara Saraceno, rinomata sociologa italiana che ha curato varie pubblicazioni sul tema della Sociologia della famiglia.

### Ilcoming outcon i genitori
Tra i vari ruoli a cui si può fare riferimento all'interno della famiglia, non troviamo il ruolo familiare per gli omosessuali, che si costruiscono socialmente al suo esterno. Mancano infatti in molti casi gli strumenti culturali e psicologici per riuscire a gestire una dichiarazione che sconvolge le aspettative di vita che i genitori avevano per i propri figli.
Da uno studio effettuato in Italia da Bertone e Franchi nel 2008, realizzato tramite interviste e questionari a familiari di giovani gay e lesbiche, emerge che l'età media del coming out con i genitori è 19 anni. La dichiarazione avviene nei 2/3 dei casi in modo diretto, nei casi rimasti ci possono essere situazioni di outing: la lettura del diario da parte dei genitori, la scrittura di una lettera da parte del figlio o l'osservazione di materiali sull'omosessualità, per esempio film. Da alcuni è percorsa anche la strada indiretta, che vede l'inserimento poco alla volta dell'argomento in famiglia o rendendo nota la partecipazione a eventi culturali come i Pride.
Da tre ricerche realizzate in Italia tra il 1990 e il 2014 emerge che, tendenzialmente, tra i due genitori è la madre la prima a venire a conoscenza dell'orientamento sessuale del figlio, mentre tra i due è il padre che lo apprende più facilmente attraverso la madre o scoprendolo da sé. Guardando lo studio di Baiocco, Baumgartner, Fontanesi, Ioverno, Laghi, Marasco, Santamaria, Willoughby del 2015, vediamo per esempio il 65% degli intervistati che si è dichiarato prima con la madre, e il 30% dei padri che ha scoperto da solo l'orientamento sessuale del figlio. Un elemento che emerge dalle ricerche è che i genitori reagiscono più negativamente verso la dichiarazione del figlio del proprio stesso genere 
È probabile che questo accada a causa della loro reazione narcisistica a non essere stati presi come modelli. D'altra parte, a un livello più profondo, è proprio il genitore ad aver causato o con-causato, con una serie di doppi legami, l'orientamento gay del figlio o della figlia, per esempio lamentandosi del matrimonio o manifestando per il coniuge non amore ma insofferenza . 
Generalmente le reazioni possono essere raggruppate in due categorie:
- accettazione: reazione positiva.
- rifiuto: reazione negative.

Da un punto di vista psicoanalitico, è possibile inoltre considerare una terza categoria: 
- indifferenza: reazione definibile positiva ma talora problematica sul piano inconscio.

Principalmente le reazioni positive sono di affermazione di amore incondizionato verso i figli, di solidarietà e anche di sollievo che alcuni genitori provano nel sapere qual era il motivo per cui vedevano il figlio provare disagio.
Quelle negative vedono invece reazioni di shock, sensazioni di fallimento come genitori, di messa in discussione della dichiarazione del figlio pensando che sia malato o pervertito, di pianto, senso di colpa, fino ad arrivare a casi di violenza fisica, maledizione e/o allontanamento da casa. Risposte del genere oggi trovano sostegno e rimedio nella società che li considera reazioni disumane e iniziano a configurarsi come reati. Sempre più spesso, grazie alla psicologia e alla divulgazione dei mass media, il vero atto fuori legge oggi in Italia e altri paesi non si configura più nell'omosessualità ma nell'omofobia. 
Tra le reazioni più problematiche e difficili da riconoscere c'è quella del genitore che, sul momento, accetta il coming out del figlio o della figlia senza fare critiche ma poi si estranea dalle implicazioni affettive ed esistenziali come se l'orientamento gay fosse irreale e non torna più sull'argomento. Una reazione del genere, per quanto sottile e poco visibile, può portare i figli a un disturbo dell'identità, bisogna vederla e farne un'elaborazione psicoterapeutica. Si tratta di una disconferma emotiva del coming out. Nel linguaggio psicoanalitico di Donald Winnicott potremmo dire che il genitore accetta il coming out sul piano di un suo "Falso Sè, moderno ed emancipato" ma che non lo accetta emotivamente sul piano del "Vero Sè" 
Con le ricerche gli studiosi hanno indicato vari elementi che favoriscono una reazione negativa da parte dei genitori del giovane omosessuale. Essa è associata a un basso livello di scolarizzazione, uno schieramento politico conservatore di destra e a una catechizzazione religiosa antiquata e settaria, oltre che alla mancanza di risorse familiari per gestire la situazione stressante e un forte attaccamento alla tradizione inter-generazionale. 
Altri elementi che favoriscono una reazione negativa sono la giovane età del figlio o della figlia e la mancanza di un rapporto stretto con i genitori.

### Ilcoming outcon fratelli e sorelle
Gli studi riguardanti il coming out con fratelli e sorelle sono scarsi, al contrario degli studi sui genitori. Alcune motivazioni potrebbero essere ricondotte al fatto che i ricercatori associano la loro possibile reazione a quella dei genitori, portandoli così a scegliere un tipo di popolazione di indagine differente, ma anche il fatto che i genitori sono figure certe, nella gran parte dei casi, nella vita di un individuo, mentre i fratelli e sorelle potrebbero non esserlo, come nel caso di figli unici. Un altro motivo è perché i genitori possono sanzionare in modo molto più forte e avere ripercussioni molto più rilevanti di quelle che potrebbero esserci con un fratello o una sorella.
Le ricerche evidenziano la grande importanza che fratelli e sorelle hanno nel percorso di coming out, perché rappresentano uno dei rapporti più duraturi del giovane e hanno una possibile capacità di comprensione più ampia, visto che fanno parte della stessa famiglia ma sono anche della stessa generazione del giovane, offrendo quindi ascolto, protezione, supporto e affetto; emergono infatti casi in cui il coming out all'interno della famiglia viene fatto prima con fratelli o sorelle e successivamente con i genitori.
Il momento del coming out è caratterizzato da sensazioni di ansia, fedeltà e vicinanza, equità e intimità, mentre le reazioni successive sono nella maggior parte di accettazione e sostegno.
Una ricerca del 2014 di Stéphanie Haxhe e Salvatore D'Amore ha evidenziato tre motivi principali per cui i loro intervistati hanno trovato più facilità nel coming out con i fratelli e sorelle piuttosto che con i genitori:
- timore di una brutta reazione che potesse tramutarsi in un allontanamento da casa da parte dei genitori;
- timore di deludere le aspettative dei genitori;
- sensazione di colpa.

### Ilcoming outcon i parenti
I parenti possono avere una duplice funzione, essendo da un lato una possibile fonte di pressione di conformità al modello eterosessuale, dall'altro un sostegno al momento del coming out all'interno del nucleo familiare.
Chiara Bertone e Marina Franchi, sociologhe italiane, in una loro ricerca hanno indagato questo tema. I dati sono stati raccolti in Italia e dalla ricerca emerge che solo una piccola parte di giovani si sono dichiarati ai parenti e mostra una grande selettività nella scelta dei parenti verso i quali dichiararsi, e quali invece da evitare.
Ciò che influenza la scelta di dichiararsi o meno riguarda:
- il rapporto con il familiare, che può essere di vicinanza o lontananza, e può influire quindi sulla decisione;
- la reazione prevista, evitando parenti con caratteristiche tali da far pensare di "non poter capire", caratterizzati per esempio da passati atteggiamenti omofobi.

Nonostante questi elementi, si evidenzia una preferenza di confidenza per quanto riguarda le relazioni orizzontali, quindi come con i cugini o cognati, piuttosto che nelle relazioni verticali, come con i nonni.
Nelle situazioni di convivialità con i parenti viene scelta spesso la strada del silenzio, anche a causa della mancanza dei codici di comunicazione necessari, che rischia di sfociare con l'imbarazzo. Come riportato dalle due sociologhe da una delle interviste che hanno realizzato a una madre:

## Ilcoming outoggi
Il coming out nella comunità omosessuale è visto come politicamente sano, a volte persino un dovere o una necessità, argomentando che più le persone gay sono visibili, più è difficile essere oppressi. Uno dei maggiori periodici gay si chiama non a caso Out Magazine. Altri, invece, credono che fare coming out nel modo tradizionale e "aperto" non sia sempre l'opzione più appropriata dal punto di vista personale o culturale. Un'alternativa potrebbe essere il cosiddetto coming home (ritorno a casa), cioè presentare il partner dello stesso sesso a famiglia e amici come un amico stretto, tacendo l'identità omosessuale. Alla fine, è il singolo individuo a dover decidere quale opzione sia più adatta.
Judith Butler critica la metafora dell'in/out (dentro/fuori, nascosto/visibile) perché crea un'ambiguità che finge che il cosiddetto armadio (closet, dentro al quale ci si "nasconde") sia oscuro, marginalizzante e falso, mentre essere visibili riveli un'identità vera ed essenziale.
Diana Fuss spiega:
Inoltre, "essere out", nel gergo gay, è proprio non essere out; essere out significa essere finalmente fuori dall'esteriorità, dal senso di esclusione e dalle deprivazioni che un tale stato impone; oppure, detto in un altro modo, essere out diventa in realtà un essere in - nel regno della visibilità, del parlare liberamente e del culturalmente intelligibile.
Lauren Smith (2000) riassume:
Tuttavia, Butler si presenta ugualmente come lesbica in occasioni pubbliche e sostiene che: